# John MacCulloch

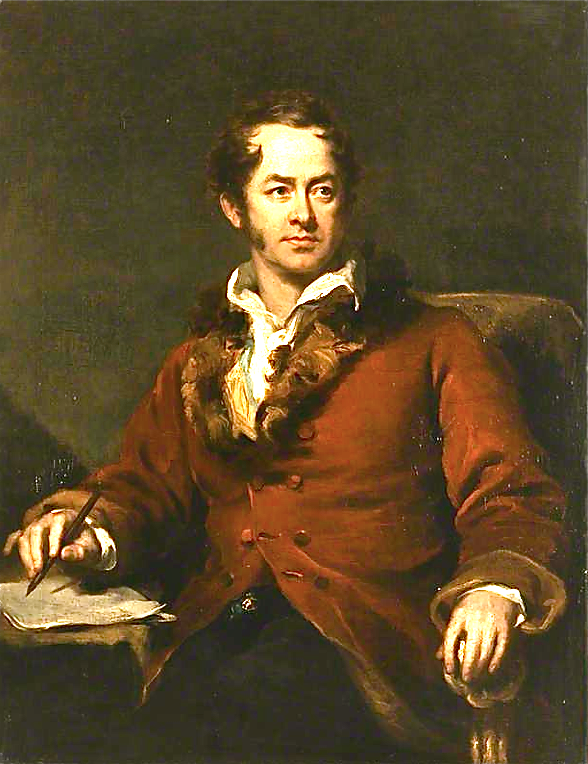
John MacCulloch

John MacCulloch (* 6. Oktober 1773 in Guernsey; † 21. August 1835) war ein britischer Geologe, der ein Pionier der geologischen Erforschung von Schottland war und 1836 die erste geologische Karte von Schottland veröffentlichte.

## Leben
MacCulloch wurde auf der Insel Guernsey, der Heimat seiner Mutter, geboren, und wuchs in Cornwall auf (Plympton, Penzance). Er studierte ab 1790 Medizin an der University of Edinburgh mit dem M.D. Abschluss 1793 und war dann ab 1803 Chirurg bei der britischen Artillerie. Er arbeitete als Chemiker für das Board of Ordnance im Bereich Artillerie. Außerdem war er bis 1821 Chemie- und Geologielehrer an der Royal Military Academy in Woolwich. 1807 bis 1811 praktizierte er als Arzt in  Blackheath (London) (wozu er zuvor das Lizenziat des Royal College of Physicians erwarb) und befasste sich nebenbei mit Geologie. 1811 erschien sein erster Aufsatz über die Geologie von Guernsey, den Kanalinseln und Helgoland. Er unternahm auch geologische Erkundungen im Lake District, in Wales, England und Schottland. Aufgrund seines wissenschaftlichen Rufs wurde er 1811 offiziell mit geologisch-mineralogischen Untersuchungen in Schottland beauftragt (Eignung der Berge in Schottland für eine Wiederholung der Schweremessungen von Nevil Maskelyne und John Playfair am Schiehallion und Lotabweichungen von Pendeln im Rahmen der Landesvermessung, Eignung von Gesteinen für Pulvermühlen für das Board of Ordnance). Dabei sammelte er auch Gesteine und Mineralien in Schottland und erforschte dessen Geologie. 1814 wurde er als Geologe in der Landesvermessung angestellt. 1816 bis 1818 war er Präsident der Geological Society of London. 1819 veröffentlichte er eine geologische Beschreibung der Inseln vor der Westküste von Schottland und der Insel Man. Ab 1826 wurde er mit der Erstellung einer geologischen Karte von Schottland beauftragt (nach dem Vorbild der 1815 erschienenen ersten geologischen Karte von England von William Smith), das er bis 1832 jeden Sommer bereiste. Im Winter wertete er seine Beobachtungen wissenschaftlich aus. Die Karte basierte auf der topographischen Karte von Aaron Arrowsmith (1750–1823) von 1807. 1832 war die Feldarbeit dazu abgeschlossen und 1834 die Arbeit an der Karte, die aber erst 1836 nach seinem Tod erschien. Ab 1814 war er Dozent für Chemie und Geologie in der Schule der East India Company in Addiscombe. Er heiratete 1835, starb aber ein Jahr später auf Hochzeitsreise in Cornwall, als er aus seiner Kutsche fiel und das Bein amputiert werden musste. Er wurde in Gulval bei Penzance begraben, wo sein Vater gelebt hatte.
1820 wurde er Fellow der Royal Society und Präsident der Royal Geographical Society. Seine Gesteinssammlung ist am Natural History Museum in Oxford und im Hunterian Museum in Glasgow. Er war mit Walter Scott befreundet.

## Schriften
- Description of the Western Islands of Scotland, including the Isle of Man. 2 Bände mit Atlas, 1819
- A Geological Classification of Rocks with Descriptive Synopses of the Species and Varieties, comprising the Elements of Practical Geology. 1821
- The Highlands and Western Isles of Scotland, in a series of letters to Sir Walter Scott. 4 Bände, 1824
- A System of Geology, with a Theory of the Earth and an Examination of its Connection with th Sacred Records. 2 Bände, 1831
- Proofs and Illustrations of the Attributes of God, from the Facts and Laws of the Physical Universe: Being the Foundation of Natural and Revealed Religion. 3 Bände, 1837
- A Geological Map of Scotland. S. Arrowsmith, London 1836 (datiert 1832, Maßstab 4 Meilen auf 1 Inch); G. F. Cruchley, London 1840